# カロス島
座標: 北緯1度31分 東経7度26分 / 北緯1.517度 東経7.433度
カロス島（カロスとう、ポルトガル語: Ilhéu Caroço）はサントメ・プリンシペ領の大西洋上の島。

## 概要
カロス島はギニア湾上に存在しており、プリンシペ島の南東に位置している。火山島であり、無人島である。プリンシペ州パグエ県に属する。最高地点の標高は305mで海面上に高く突き出している、植生に覆われた岩塊であり、その形状からこの地方では「ジョッキーの帽子（ポルトガル語: Boné do Jóquei）」と呼ばれている。
2012年に主島のプリンシペ島とその周辺の島々と共に「プリンシペ島生物圏保護区」に指定された。